# Expédition de Dahhak al-Kilabi
Expédition de Dahhak al-Kilabi, contre la tribu Banu Kilab, se déroula en août 630 AD, 9AH, 2e mois, du Calendrier Islamique,. Lorsque les Musulmans arrivèrent, des combats brefs se déroulèrent, et les Banu Kilab s’échappèrent. Al-Asyad ensuite captura son père, et le détint jusqu'à ce qu’il puisse obtenir l’aide d’un autre Musulman, qui par la suite tua son père.